# Чорна котяча акула примарна
Чорна котяча акула примарна (Apristurus manis) — акула з роду Чорна котяча акула родини Котячі акули. Інша назва «котяча акула-привид».

## Опис
Загальна довжина досягає 82,5 см. Голова подовжена. Рило клиноподібне. Очі маленькі, овальні з мигательною перетинкою, становить 2-3% довжини усієї акули. За ними розташовані невеличкі бризкальця. Ніздрі широкі (більші за відстань між ними), розташовані під кутом одна до одної. Рот довгий, широко зігнутий. Зуби однакові на обох щелепах. Вони дрібні, центральна верхівка довга, 2-4 бокові — короткі. У неї 5 пар доволі довгих зябрових щілин, проте коротше за очі. Тулуб товстий, звужується до голови. Грудні плавці невеличкі. Має 2 маленьких спинних плавця, розташовані ближче до хвоста. Задній спинний плавець трохи більше за передній. Анальний плавець високий, найкоротший серед усіх видів свого роду. Хвостовий плавець довгий та вузький.
Забарвлення темно-сіре або чорнувате.

## Спосіб життя
Тримається на глибині від 600 до 2000 м. Біологія ще недостатньо вивчена. Полює біля дна, є бентофагом. Живиться глибоководними ракоподібними, кальмарами, дрібною рибою.
Це яйцекладна акула. Самиця відкладає 2 яйця з вусиками, якими чіпляються за ґрунт або водорості.
Не є об'єктом промислового вилову.

## Розповсюдження
Ареал цієї акули розкидано Атлантичним океаном: біля узбережжя штату Массачесетс (США), Ірландії, Мавританії, ПАР.